# Jan Rafael Schuster
Jan Rafael Schuster (24. října 1888 Březnice – 28. ledna 1981 České Budějovice) byl český malíř, grafik a pedagog.

## Život a dílo
Jan Rafael Schuster se narodil v Březnici u Blatné. Jeho otec Václav zde sloužil jako velitel místní četnické stanice. Roku 1892 se s rodiči přestěhoval do Českých Budějovic. Zde roku 1907 maturoval na české reálce. V průběhu studia také absolvoval školu malířství a kreslení při Městském muzeu. Roku 1912 krátce učil na venkovských školách v Úsilném a Zlivi, až získal stálé místo odborného učitele na měšťanské škole v Lišově.
Jako voják se zúčastnil bojů 1. světové války, ve které byl přidělen k 91. pěšímu pluku. Od roku 1915 prošel bojišti v Haliči, v Itálii a Albánii. I na frontě se věnoval tvorbě, maloval navštívené krajiny, život na frontě i portréty svých spolubojovníků.
Roku 1920 získal místo učitele na 1. měšťanské škole chlapecké v Jírovcově ulici v Českých Budějovicích. Roku 1941 se zde stal prozatímním ředitelem a později i ředitelem.
V roce 1929 poprvé veřejně vystavoval svoje obrazy. Roku 1934 se stal členem Sdružení jihočeských výtvarníků. Věnoval se především krajinomalbě jižních Čech, především v okolí Kleti, na Lišovsku a Blatech. Byl členem Klubu Za staré Budějovice. Oblíbené jsou jeho obrazy městských zákoutí Českých Budějovic, na kterých zachytil mnoho dnes již neexistujících historických objektů. Jeho hlavní technikou byla především kresba – pastelem, tužkou nebo rudkou. Věnoval se také olejomalbě, grafice nebo ilustracím.
Ke svým 90. narozeninám získal roku 1978 čestné občanství města Lišov. Městu daroval 42 svých obrazů, které jsou nyní vystaveny v muzeu F. M. Čapka v Lišově.
Jan Rafael Schuster zemřel dne 28. ledna 1981 v Českých Budějovicích.
Roku 2017 byla po J.R.Schusterovi pojmenována jedna z nových ulic v Českých Budějovicích.

## Zastoupení ve sbírkách
- Alšova jihočeská galerie
- Jihočeské muzeum v Českých Budějovicích
- Magistrát města České Budějovice
- Státní okresní archiv České Budějovice
- Muzeum F.M.Čapka - Galerie J.R.Schustera, Lišov Archivováno 29. 6. 2020 na Wayback Machine.
- Městské muzeum Blatná

## Výstavy
- 1931, České Budějovice, první souborná výstava
- 1968, Dům umění České Budějovice
- 2017, Muzeum Blatná. Velká válka očima Jana Rafaela Schustera (plakát k výstavě)
- 2018, Jihočeské muzeum České Budějovice, Jan Rafael Schuster (plakát k výstavě)
- 2018–2019, radnice Č. Budějovic. České Budějovice štětcem Jana Rafaela Schustera (plakát k výstavě)